# Dekanat głębocki (eparchia połocka i głębocka)
Dekanat głębocki – jeden z dziesięciu dekanatów eparchii połockiej i głębockiej Egzarchatu Białoruskiego Patriarchatu Moskiewskiego.
Dziekanem jest protojerej Michaił Izoitko.

## Parafie w dekanacie[1]
- Parafia św. Jana Chrzciciela w Bobrowszczyźnie
  - Cerkiew św. Jana Chrzciciela w Bobrowszczyźnie
- Parafia Opieki Matki Bożej w Buszykach
  - Cerkiew Opieki Matki Bożej w Buszykach
- Parafia św. Paraskiewy w Czerniewiczach
  - Cerkiew św. Paraskiewy w Czerniewiczach
  - Kaplica św. Anny w Uholnikach
  - Kaplica-sanktuarium św. Jana Chrzciciela w okolicy wsi Woronki
- Parafia św. Pantelejmona w Dzierkowszczyźnie
  - Cerkiew św. Pantelejmona w Dzierkowszczyźnie
- Parafia Narodzenia Najświętszej Bogurodzicy w Głębokiem
  - Sobór Narodzenia Najświętszej Bogurodzicy w Głębokiem
- Parafia Narodzenia Matki Bożej w Hołubiczach
  - Cerkiew Narodzenia Matki Bożej w Hołubiczach
- Parafia św. Mikołaja Cudotwórcy w Kalinawam
  - Cerkiew św. Mikołaja Cudotwórcy w Kalinawam
- Parafia Zaśnięcia Matki Bożej w Kowalach
  - Cerkiew Zaśnięcia Matki Bożej w Kowalach
- Parafia Przemienienia Pańskiego w Mamajach
  - Cerkiew Przemienienia Pańskiego w Mamajach
- Parafia św. Paraskiewy w Plisie
  - Cerkiew św. Paraskiewy w Plisie
- Parafia św. Jerzego Zwycięzcy w Podświlu
  - Cerkiew św. Jerzego Zwycięzcy w Podświlu
- Parafia Wniebowstąpienia Pańskiego w Porzeczu
  - Cerkiew Wniebowstąpienia Pańskiego w Porzeczu
- Parafia Świętych Apostołów Piotra i Pawła w Prozorokach
  - Cerkiew Świętych Apostołów Piotra i Pawła w Prozorokach
- Parafia Świętej Trójcy w Psui
  - Cerkiew Świętej Trójcy w Psui
- Parafia św. Włodzimierza w Uzreczu
  - Cerkiew św. Włodzimierza w Uzreczu
- Parafia Przemienienia Pańskiego w Wierzchniach
  - Cerkiew Przemienienia Pańskiego w Wierzchniach
- Parafia Podwyższenia Krzyża Pańskiego w Zabielu
  - Cerkiew Podwyższenia Krzyża Pańskiego w Zabielu
- Parafia św. Mikołaja Cudotwórcy w Zaborzu
  - Cerkiew św. Mikołaja Cudotwórcy w Zaborzu
  - Kaplica św. Proroka Eliasza w Woronowie

## Monaster
- Monaster św. Michała Archanioła w Głębokiem, żeński[1]

## Galeria

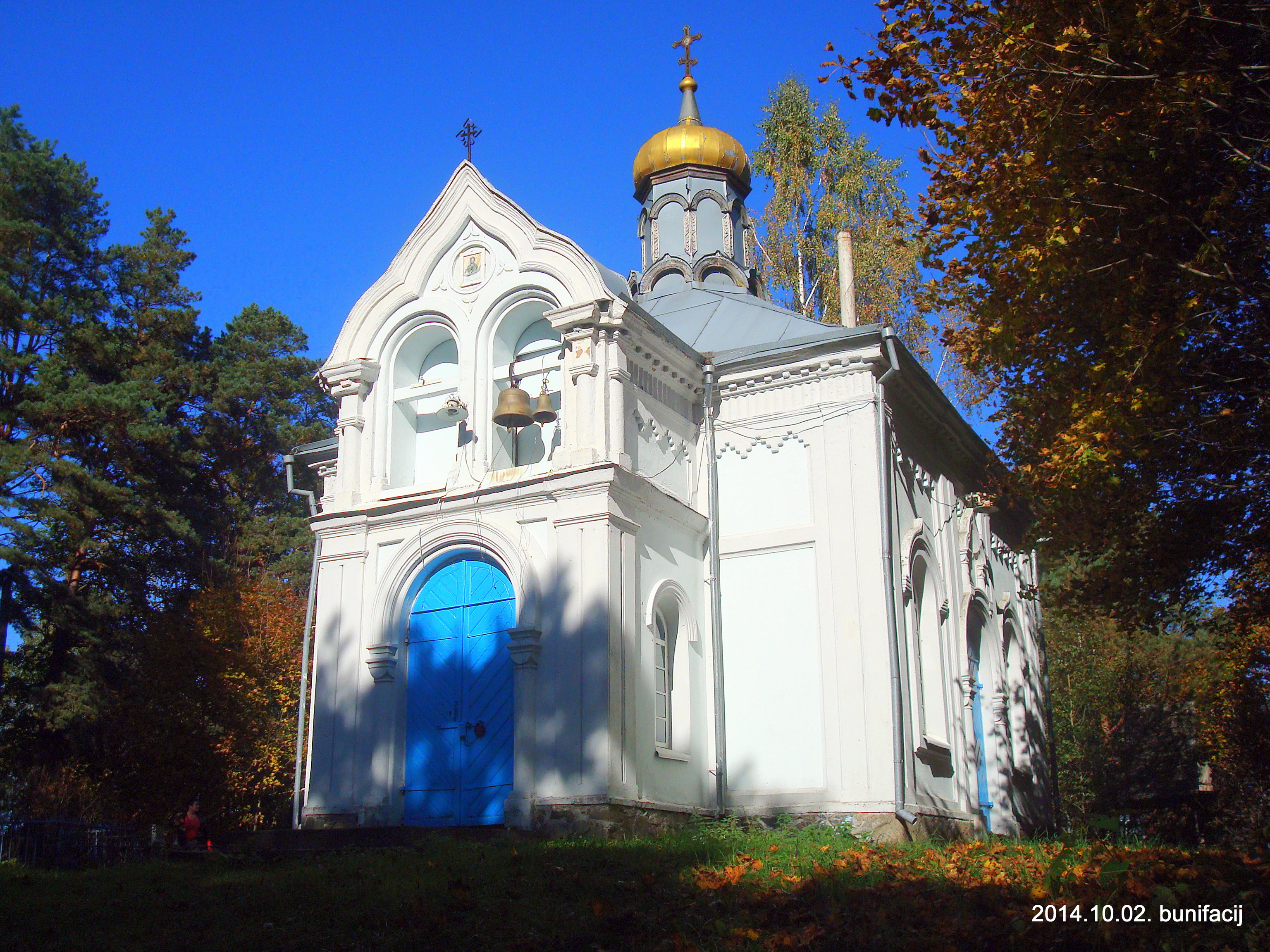
Cerkiew św. Jana Chrzciciela w Bobrowszczyźnie
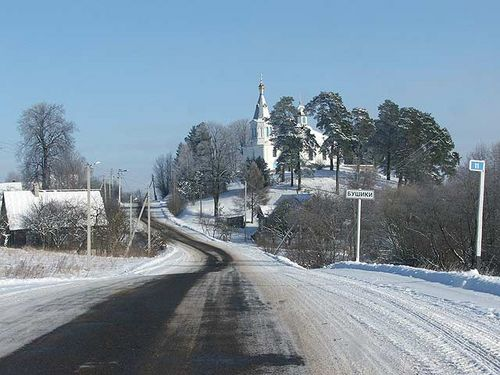
Cerkiew Opieki Matki Bożej w Buszykach
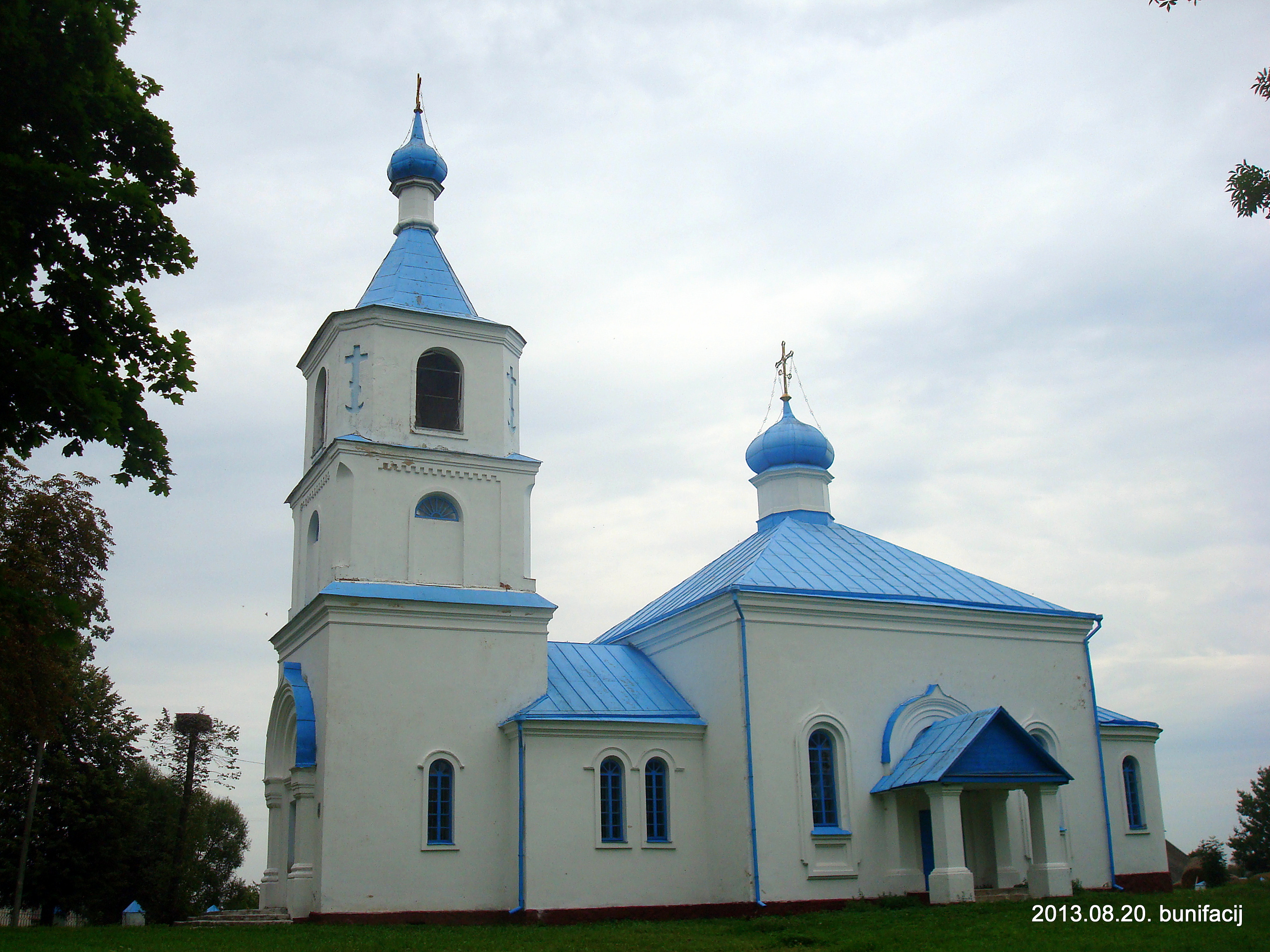
Cerkiew św. Paraskiewy w Czerniewiczach
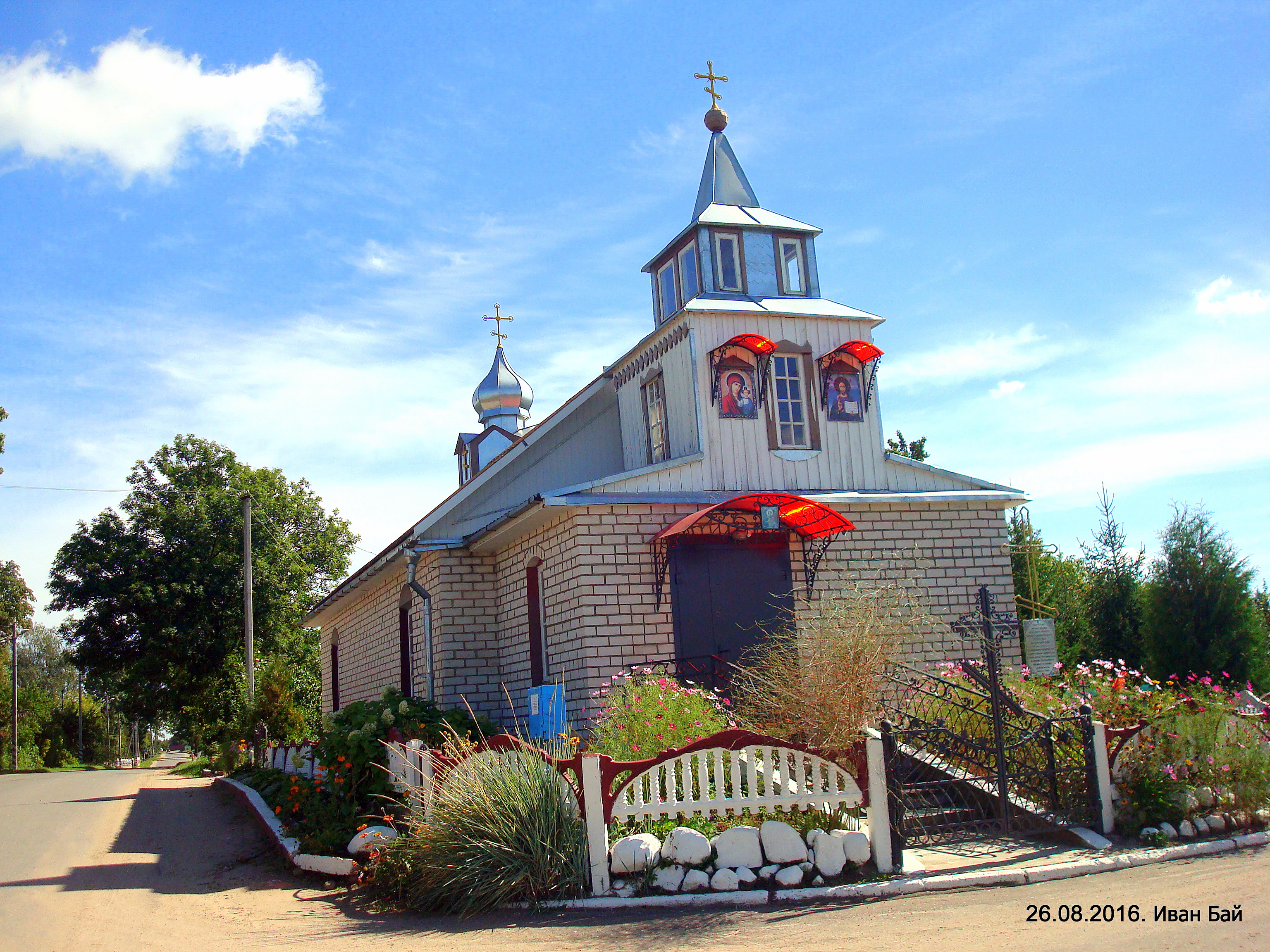
Cerkiew św. Pantelejmona w Dzierkowszczyźnie
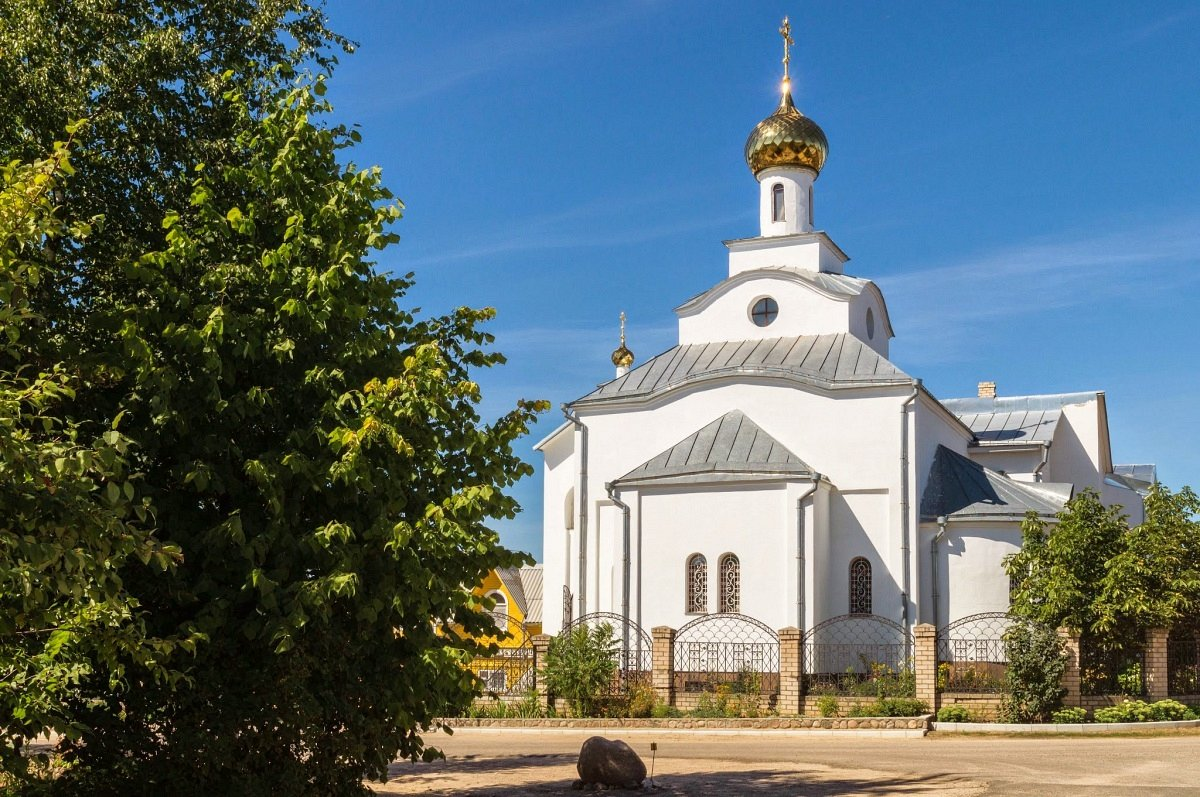
Cerkiew monasterska św. Tichona Patriarchy Moskiewskiego w Głębokiem
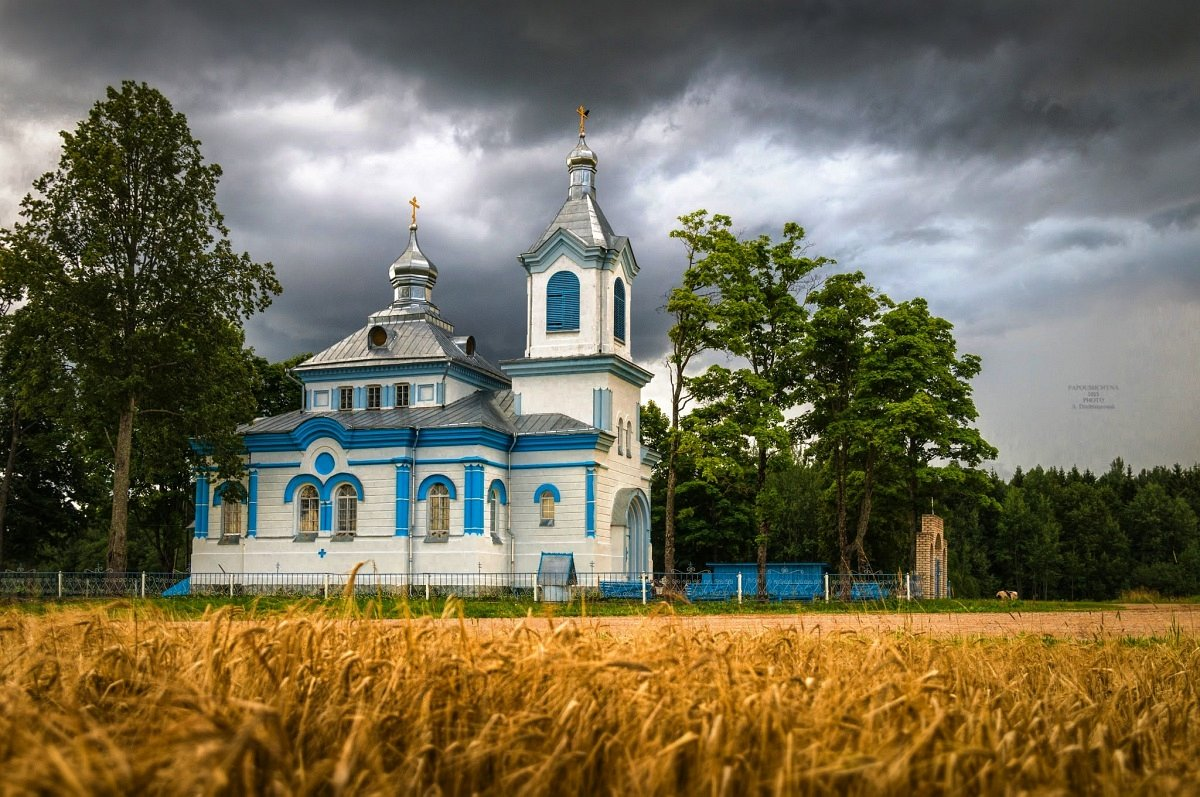
Cerkiew Narodzenia Matki Bożej w Hołubiczach
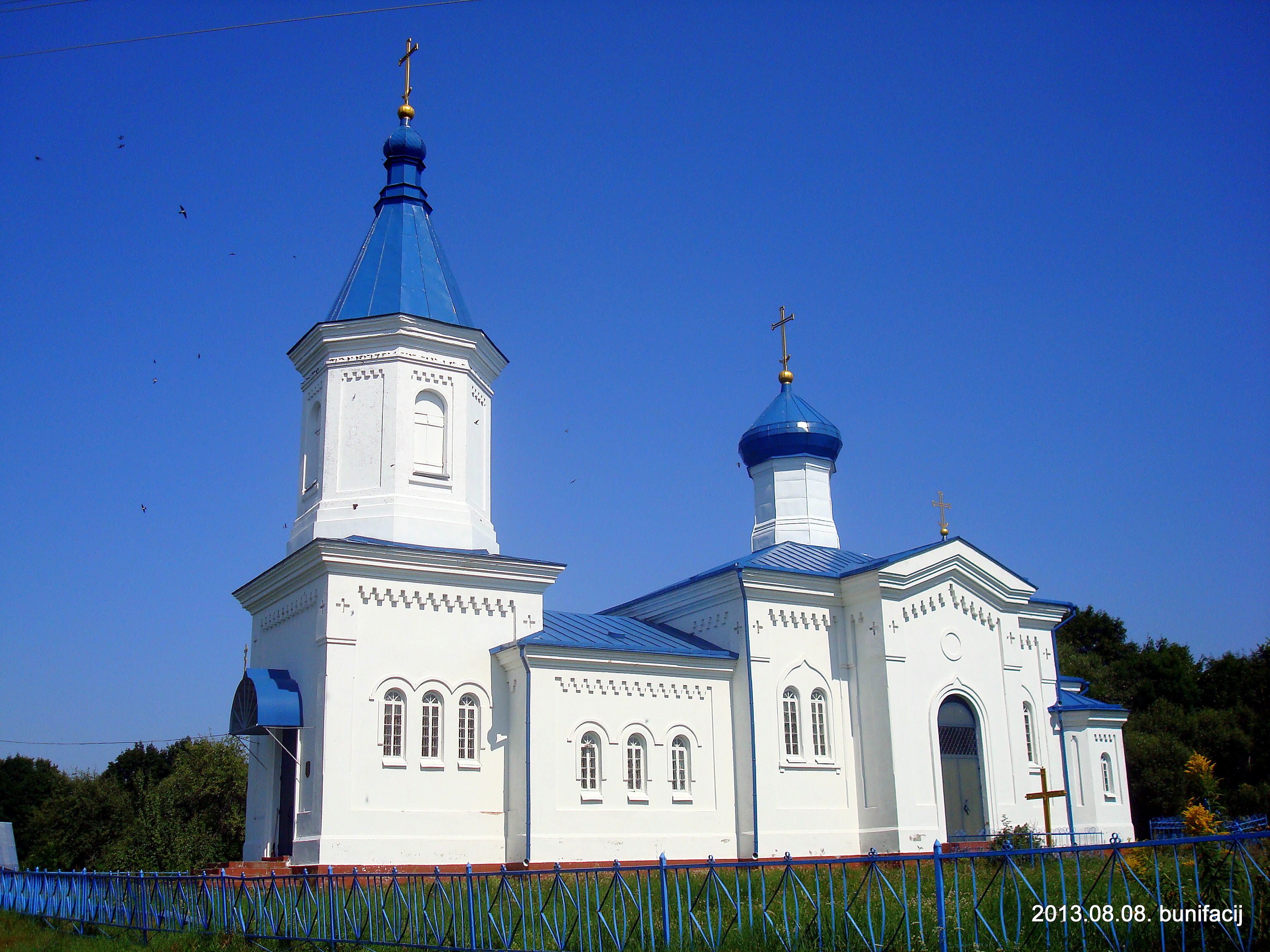
Cerkiew św. Mikołaja Cudotwórcy w Kalinawam
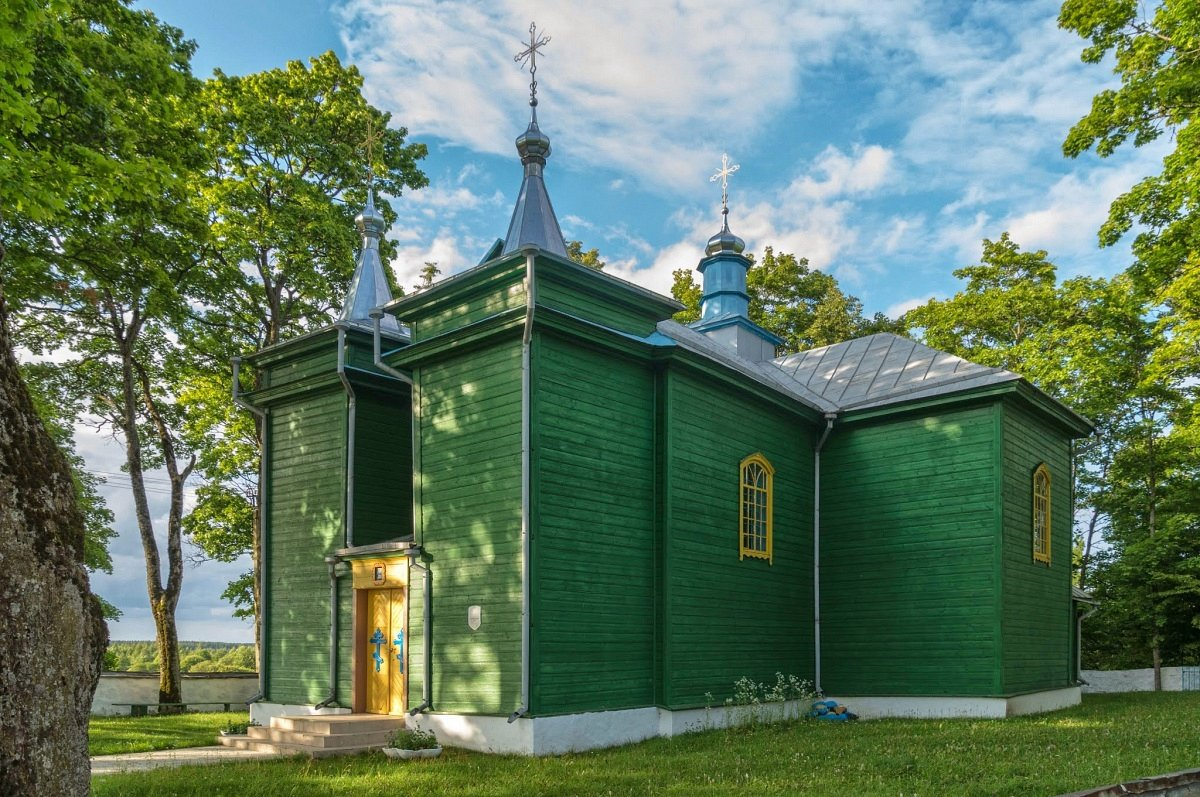
Cerkiew Zaśnięcia Matki Bożej w Kowalach
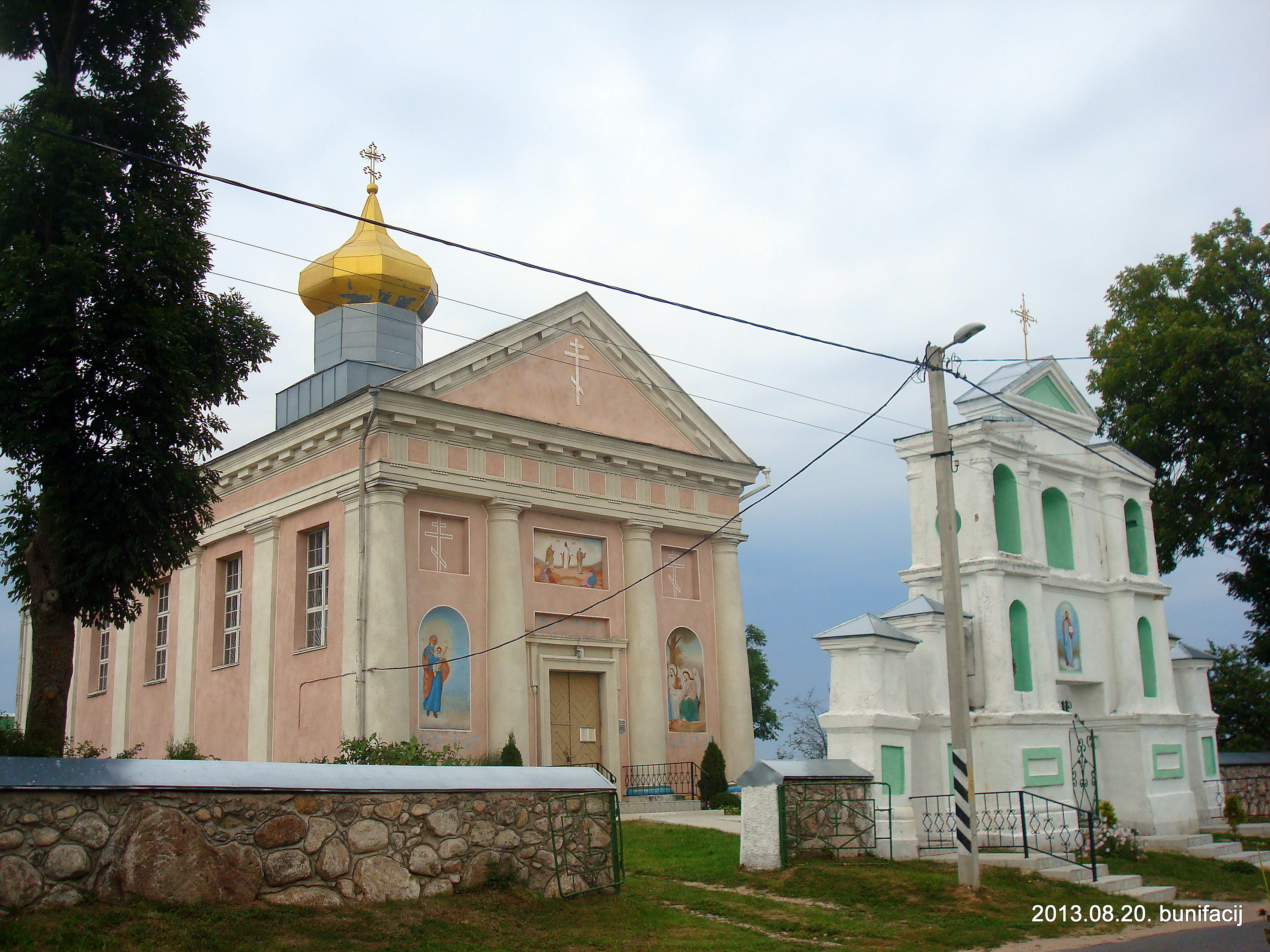
Cerkiew Przemienienia Pańskiego w Mamajach
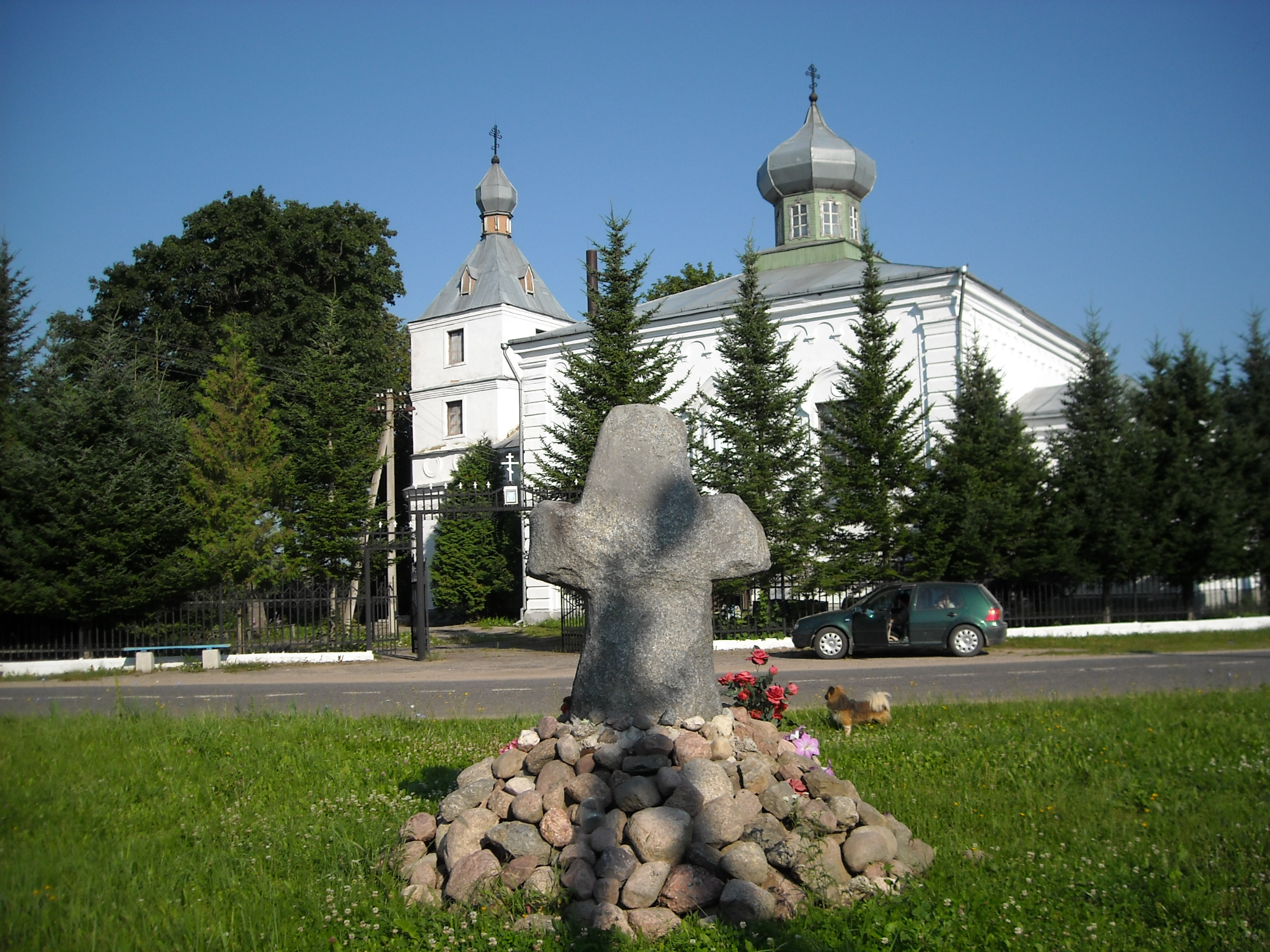
Cerkiew św. Paraskiewy w Plisie
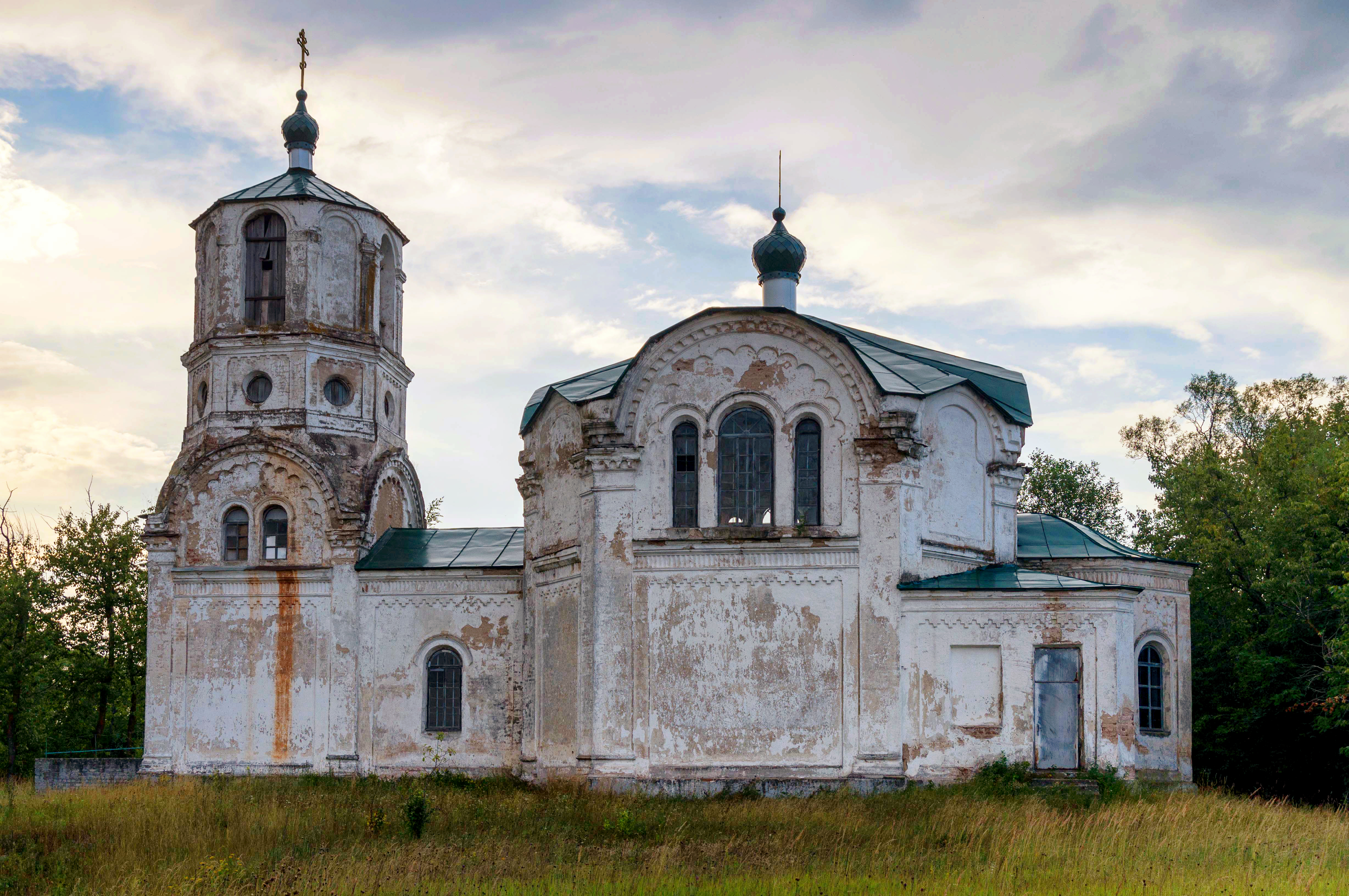
Cerkiew Wniebowstąpienia Pańskiego w Porzeczu
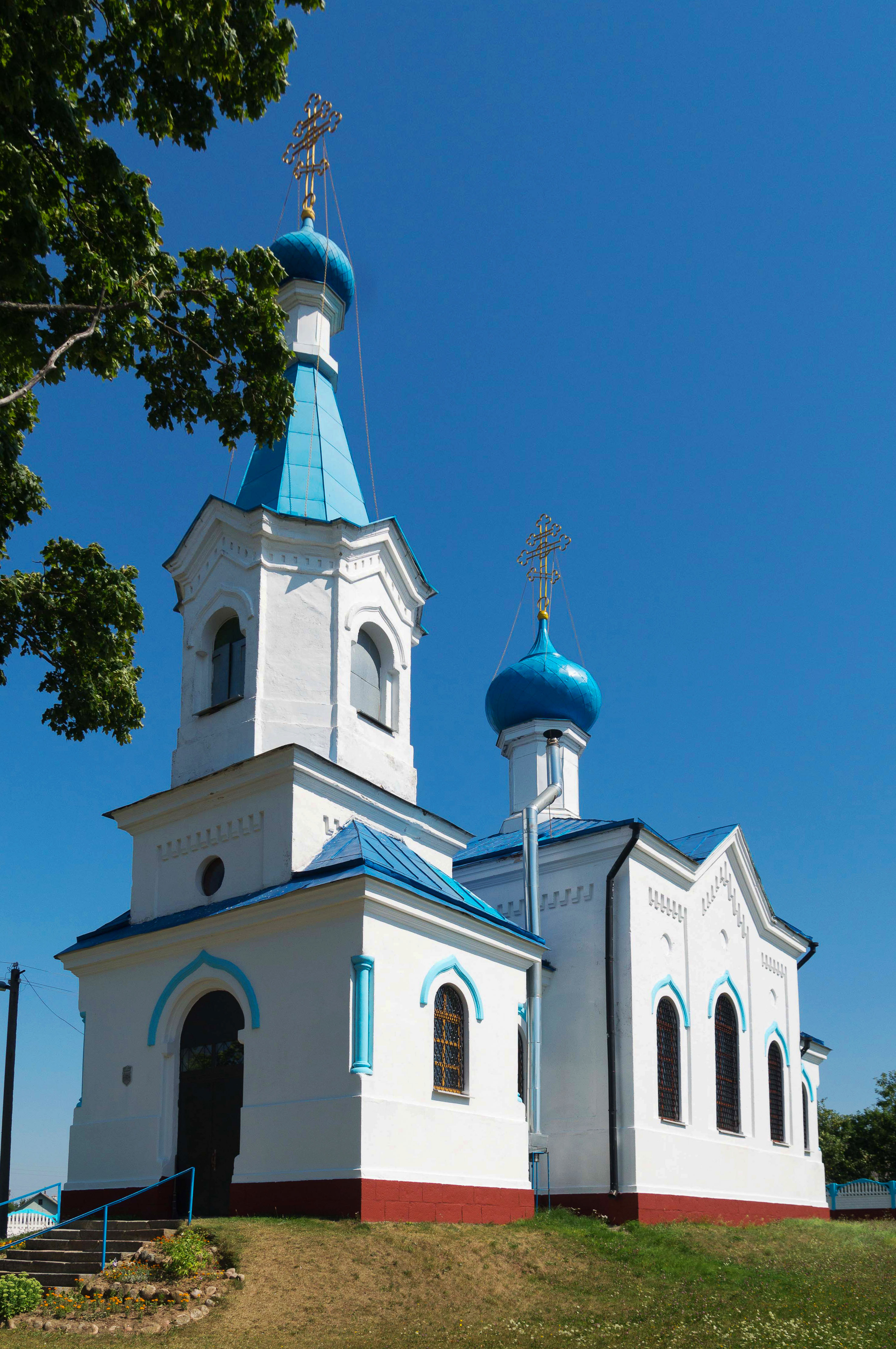
Cerkiew Świętych Apostołów Piotra i Pawła w Prozorokach
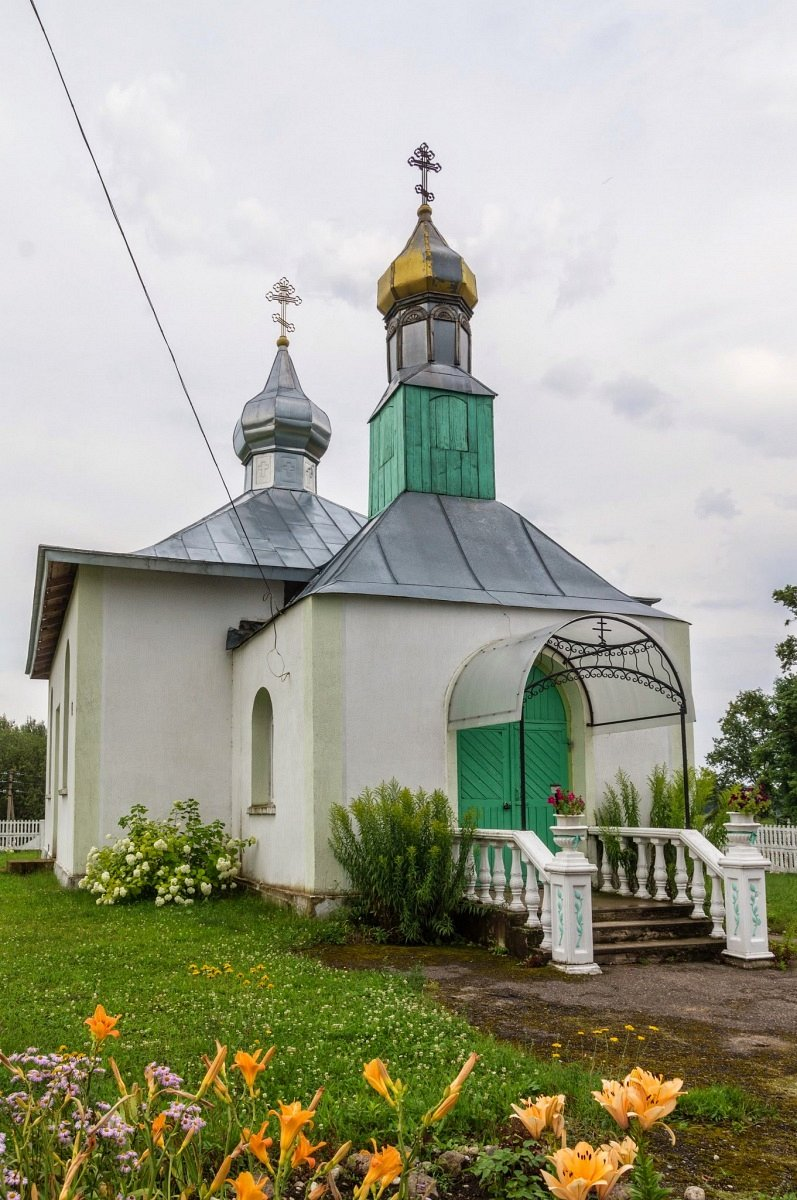
Cerkiew Świętej Trójcy w Psui
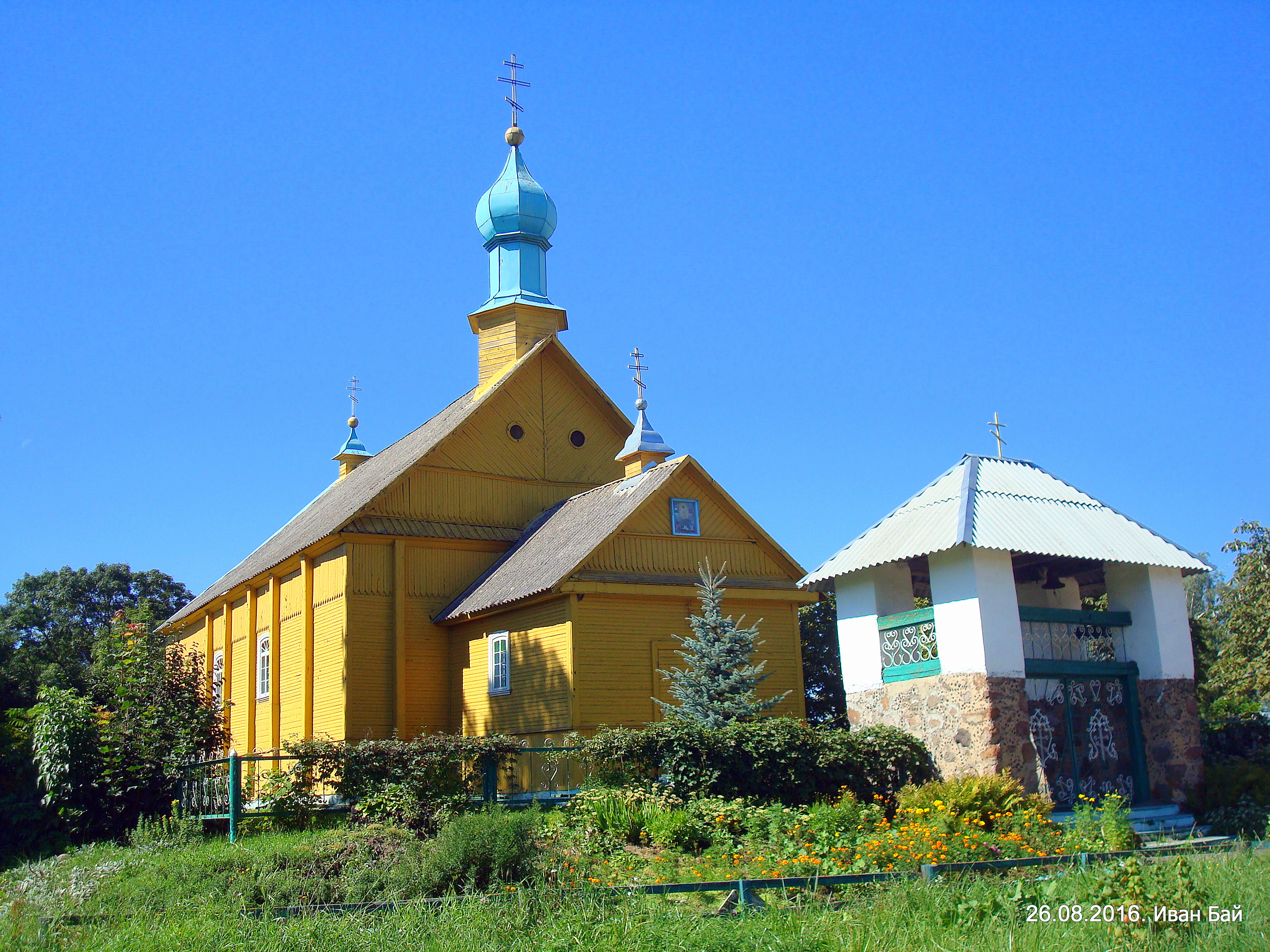
Cerkiew Przemienienia Pańskiego w Wierzchniach
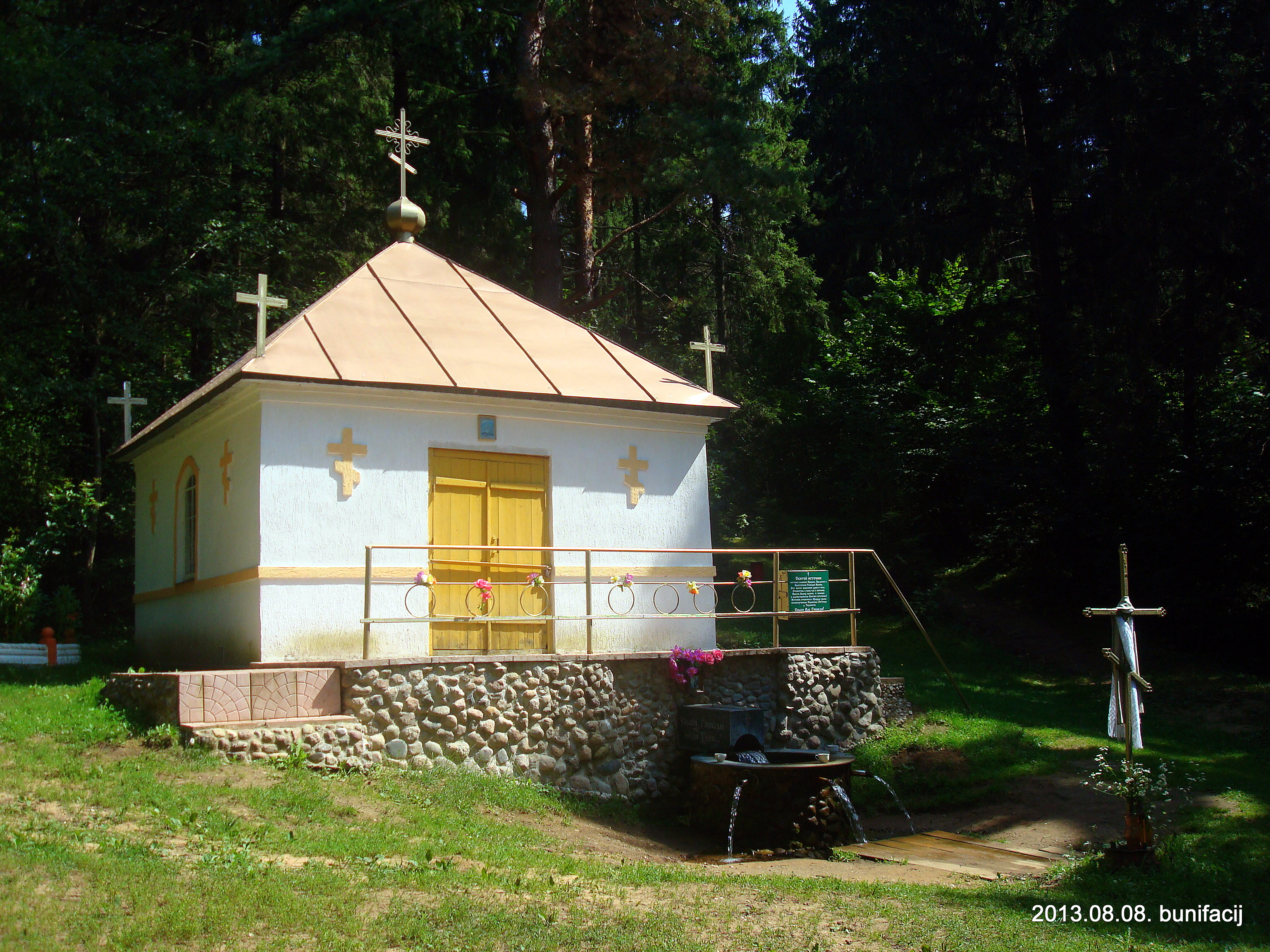
Kaplica-sanktuarium św. Jana Chrzciciela w okolicy wsi Woronki
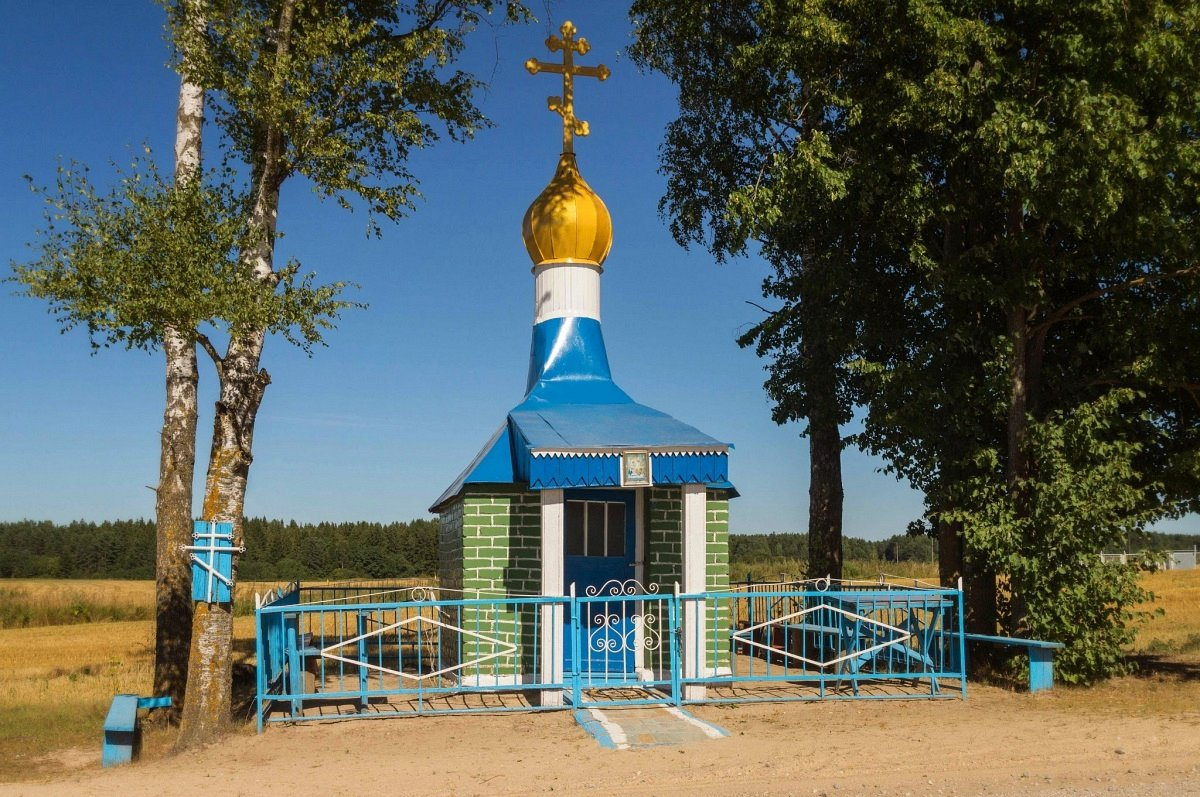
Kaplica św. Proroka Eliasza w Woronowie
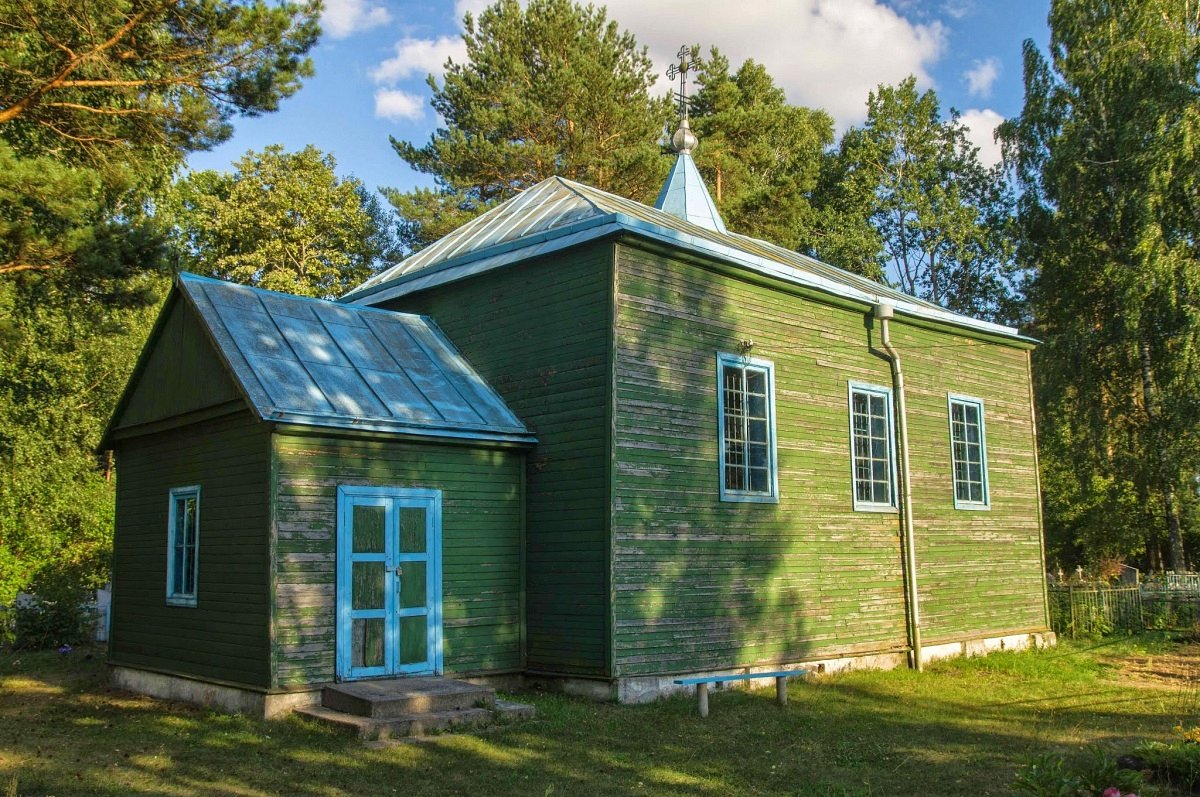
Cerkiew Podwyższenia Krzyża Pańskiego w Zabielu
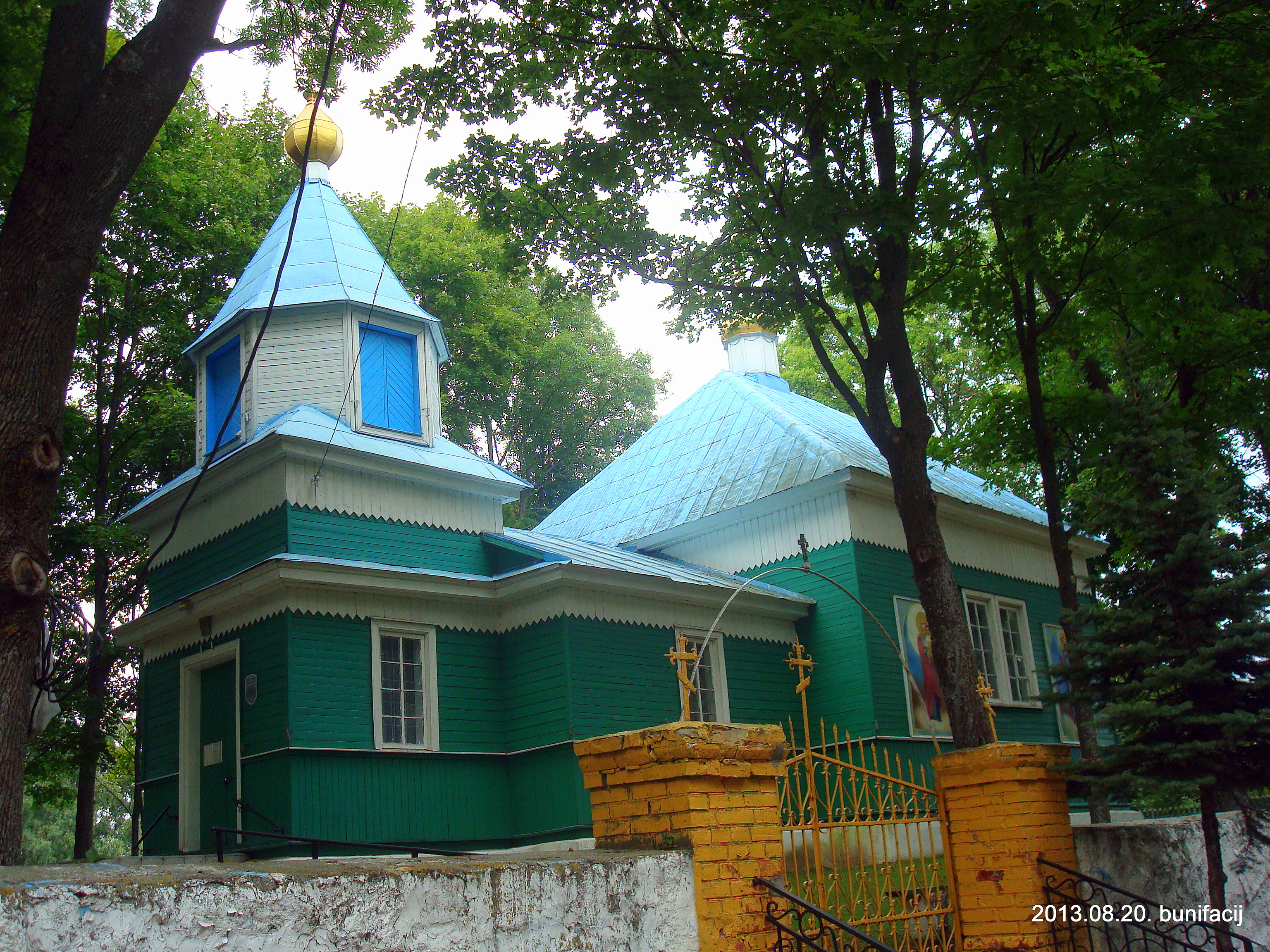
Cerkiew św. Mikołaja Cudotwórcy w Zaborzu